# La Flèche Wallonne 1968
Das Straßenradrennen La Flèche Wallonne 1968 war die 32. Austragung des Rennens La Flèche Wallonne und fand am 21. April 1968 statt.  Das Rennen gehörte zur Rennserie Super Prestige Pernod 1968. Die Gesamtdistanz des Eintagesrennens betrug 222 Kilometer. Sieger wurde Rik Van Looy.

## Rennverlauf
Der Favorit Eddy Merckx war wegen einer Erkrankung nicht am Start. Der Kurs hatte mehr als zwei Dutzend Steigungen in den Ardennen und führte von Lüttich nach Marcinelle. 146 Radrennfahrer waren am Start, 42 erreichten das Ziel. Nach wechselvollem Rennverlauf hatte sich im letzten Renndrittel eine Spitzengruppe von acht Fahrern gebildet. Aus dieser setzten sich Rik Van Looy und José Samyn 17 Kilometer vor dem Ziel an der Muur von Thuin ab. Im Finale gewann Van Looy klar.

## Ergebnis
| Rang | Fahrer              | Team                     | Zeit            |
| ---- | ------------------- | ------------------------ | --------------- |
| 1.   | Rik Van Looy        | Willem II-Gazelle        | 6:05:00 h       |
| 2.   | José Samyn          | Pelforth-Sauvage-Lejeune | + 00:03 Minuten |
| 3.   | Jan Janssen         | Pelforth-Sauvage-Lejeune | + 01:10 Minuten |
| 4.   | Felice Gimondi      | Salvarani                | gl. Zeit        |
| 5.   | Jos Huysmans        | Dr. Mann-Grundig         | gl. Zeit        |
| 6.   | Victor Van Schil    | Faemino-Faema            | gl. Zeit        |
| 7.   | Remi Van Vreckom    | Pull Over Centrale       | gl. Zeit        |
| 8.   | Herman Van Springel | Dr. Mann-Grundig         | gl. Zeit        |
| 9.   | Walter Godefroot    | Flandria                 | + 01:55 Minuten |
| 10.  | Willy Van Neste     | BiC                      | gl. Zeit        |